# Tubo de Prandtl

Corte esquemático de un tubo de Prandtl.

La idea de Ludwig Prandtl fue la de combinar en un solo instrumento un tubo de Pitot y un tubo piezométrico: el tubo de Pitot mide la presión total; el tubo piezométrico mide la presión estática, y el tubo de Prandtl mide la diferencia de las dos, que es la presión dinámica.

## Teoría de funcionamiento
En el croquis se aprecia esquemáticamente, un tubo de Prandtl inmerso en un fluido de densidad {\displaystyle \rho } , conectado a un manómetro diferencial cuyo líquido manométrico tiene densidad {\displaystyle \rho _{m}}.
El tubo de Prandtl, al igual que el tubo de Pitot, al ser introducido en el fluido en movimiento, produce una perturbación que se traduce en la formación en el de un punto de estancamiento, de manera que:
{\displaystyle \ p_{1}=p_{t}}
{\displaystyle \ v_{1}=0}
En el punto 0 la corriente no perturbada tiene la presión {\displaystyle \ p_{0}} y la velocidad {\displaystyle \ v_{0}} que es la que se quiere medir.
El punto 1 es la entrada del tubo de Pitot, y el punto 2, donde se indica en la figura. En el punto 2 lo que se tiene es un tubo piezométrico, con varias entradas laterales interconectadas que no perturban la corriente y que por lo tanto miden la presión estática.
Despreciando las diferencias de altura de velocidad y geodésica entre los puntos 0 y 2 que suele ser muy pequeña por ser el tubo muy fino, y estar la corriente en 2 prácticamente normalizada después de la perturbación en 1, se tiene, despreciando también las pérdidas:
{\displaystyle \ v_{2}=v_{0t}}
{\displaystyle \ p_{2}=p_{0}}
Donde: {\displaystyle \ v_{0t}} = velocidad teórica en la sección 0.
La ecuación de Bernoulli entre 0 y 1 ({\displaystyle \ z_{0}=z_{1}} , {\displaystyle \ v_{1}=0} - punto de estancamiento)

{\displaystyle {p_{0}}+\rho .{v_{0t}^{2} \over 2}={p_{1}}} y expresado de otra forma: {\displaystyle {p_{1}}-{p_{0}}=\rho .{v_{0t}^{2} \over 2}}
Por otra parte yendo de 1 a 2 por el interior del manómetro, estando tanto el fluido principal como el fluido manométrico en reposo, se puede aplicar la ecuación fundamental de la hidrostática entre 1 y 2 ({\displaystyle \ z_{1}} ≈ {\displaystyle \ z_{2}}) de la siguiente forma:
{\displaystyle \ p_{1}=p_{2}+\rho .g.a+\rho _{m}.g.l-\rho .g.l-\rho .g.a}
De las ecuaciones anteriores se deduce:
{\displaystyle \ \rho .{v_{0t}^{2} \over 2}=(\rho _{m}-\rho ).g.l}
(presión dinámica teórica, tubo de Prandtl)
Despejando se tiene:
{\displaystyle v_{0t}={\sqrt {2.g.l(\rho _{m}-\rho ) \over {\rho }}}}
En el caso particular de que la medición de velocidad se efectúe en un flujo de agua:
{\displaystyle v_{0t}={\sqrt {2.g.l(\delta -1)}}}
(velocidad teórica de la corriente, tubo de Prandtl)
Donde: {\displaystyle \delta } - densidad relativa del líquido manométrico.
En la práctica {\displaystyle \ v_{2}} es algo mayor que {\displaystyle \ v_{0}} , y por lo tanto según la ecuación general de Bernoulli {\displaystyle \ p_{2}} es algo menor que {\displaystyle \ p_{0}}. Adicionalmente, en el punto 1, si el eje del tubo de Prandtl está inclinado con relación a las líneas de corriente, puede producirse una velocidad distinta de cero y por lo tanto una presión {\displaystyle \ p_{1}<p_{t}}. Se debe introducir por lo tanto un coeficiente {\displaystyle \ C_{v}}. , llamado coeficiente de velocidad del tubo de Prandtl, que tiene valores próximos a 1, determinados experimentalmente en laboratorio.
La velocidad real {\displaystyle \ v_{0}} será determinada, para el agua, por la expresión:
{\displaystyle v_{0}=C_{v}.{\sqrt {2.g.l(\delta -1)}}}